# Sydlig silversida
Sydlig silversida (Menidia menidia) är en fiskart som först beskrevs av Carl von Linné 1766.  Sydlig silversida ingår i släktet Menidia och familjen Atherinopsidae. Inga underarter finns listade i Catalogue of Life.